# Puig Sec (l'Escala)
El Puig Sec és una muntanya de 60 metres que es troba al municipi de l'Escala, a la comarca catalana de l'Alt Empordà.
Al cim podem trobar-hi un vèrtex geodèsic (referència 313091016).